# Barbertje
Barbertje is een meisjesnaam.
De afleiding van deze naam is niet geheel duidelijk:
- het kan een verkleinvorm zijn van Barbara
- het kan zijn afgeleid van het Griekse βαρβαροϛ (barbaros) in de betekenis van "vreemdelingetje".[1]
- Er is nog een derde mogelijkheid geopperd: Bärbelchen is in Goethes Faust het meisje, dat het mikpunt is geworden van haar omgeving, want zij is ongehuwd zwanger en de vader van haar kind heeft haar verlaten. Ook hier is sprake van onterechte verachting door omstanders. Bij Multatuli wordt evenwel niet het meisje bedreigd, maar is haar beschermer degene, die moet vrezen voor zijn leven, op grond van een vals gerucht.[2]

## Max Havelaar
Barbertje is een personage uit de parabel die voorafgaat aan de roman Max Havelaar van Multatuli en een notitie erover in zijn Ideeën.
Een man, Lothario, wordt ervan beschuldigd Barbertje te hebben vermoord. De rechter veroordeelt hem tot de strop. Lothario verdedigt zich: hij heeft Barbertje altijd goed verzorgd, zegt hij, en hij weet niets van de moord. Dat maakt de zaak alleen maar erger: de rechter beschuldigt hem ook nog van eigenwaan, en ook daar staat de doodstraf op.
Op dat moment komt Barbertje - springlevend - de rechtszaal binnenwandelen. De rechter moet nu wel toegeven dat Lothario niet van moord beschuldigd kan worden. Lothario is echter nog steeds schuldig aan eigenwaan en wordt daarvoor ter dood veroordeeld.

### Verwijzingen in de parabel
In de parabel wordt verwezen naar een toneelstuk van Lessing, Nathan der Weise. In dit stuk heeft de Jood Nathan zich ontfermd over een christelijk gedoopt meisje en haar in alle deugd opgevoed, maar zonder enige religie. De patriarch veroordeelde hem: "Thut nichts! der Jude wird verbrannt."
De naam Lothario is door Multatuli ontleend aan Goethes Wilhelm Meisters Lehrjahre

## Barbertje moet hangen
Een merkwaardige uitdrukking is 'Barbertje moet hangen', waarmee men aangeeft dat iemand sowieso de schuld moet krijgen, ook als de omstandigheden veranderen. In de parabel is het echter niet Barbertje maar Lothario die moet hangen.

## Trivia

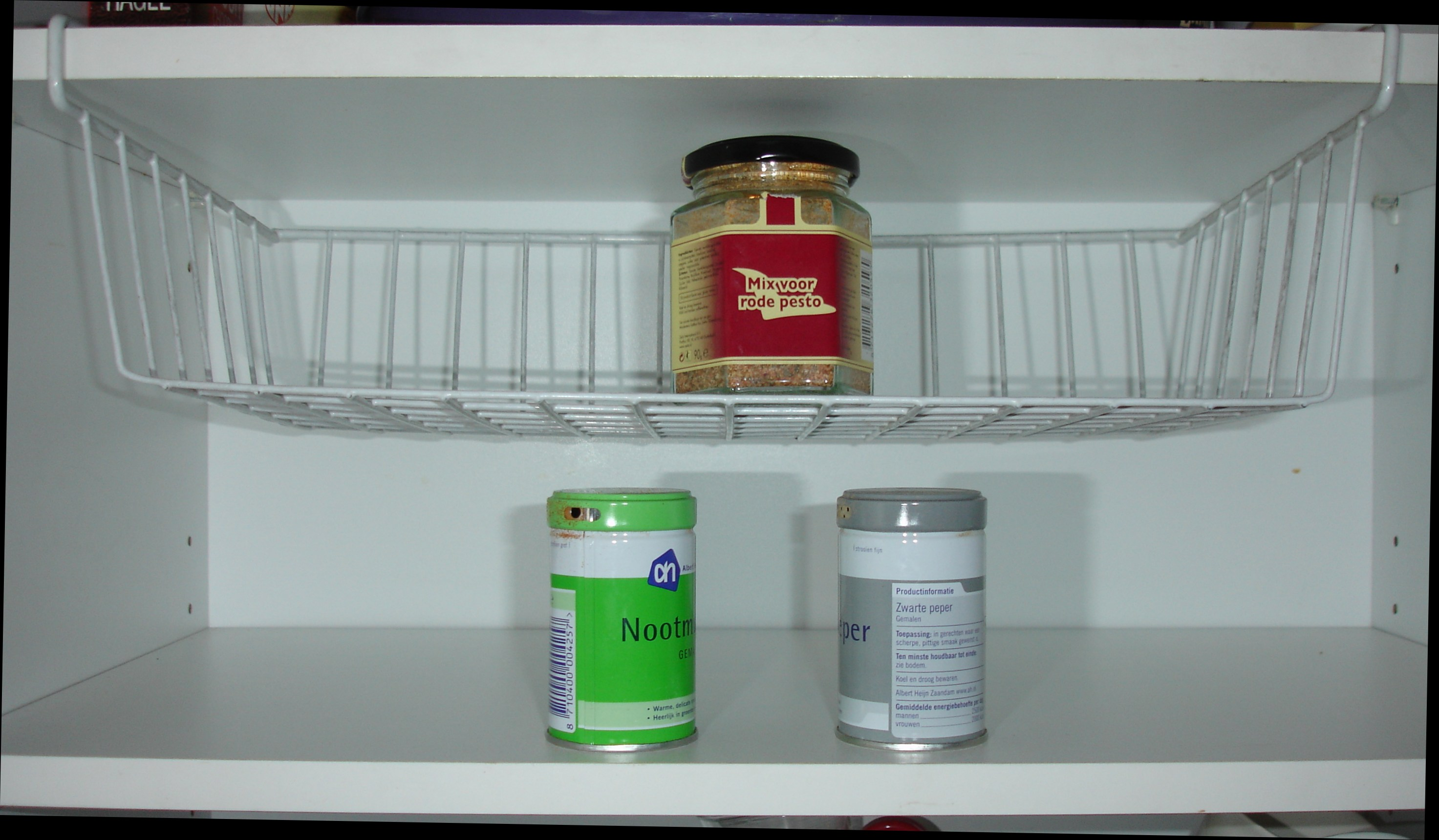
Barbertje

- Een barbertje is ook een rekje dat aan een plank in een keuken- of linnenkast kan worden gehangen om de opslagruimte voor kleine dingen te vergroten. De naam is vermoedelijk omstreeks 1966 door de fabrikant Tomado bedacht omdat dit rekje, evenals de Barbertje in de uitdrukking, moet hangen.
- De Belgische Jeugdbond voor Natuurstudie heeft in november 1970 een bundel met kampvuurliedjes uitgegeven onder de naam Barbertje.